# Bernard Lavergne (homme politique)
Pour les articles homonymes, voir Bernard Lavergne et Lavergne.
Bernard Barthélemy Martial Lavergne est un médecin et homme politique français né le 10 juin 1815 à Montredon-Labessonnié (Tarn) et décédé le 10 novembre 1903 à Montredon-Labessonnié.

## Biographie
Docteur en médecine, il est un opposant à la Monarchie de Juillet. Il est élu représentant du Tarn de 1849 à 1851, et siège à gauche. Opposant au Coup d’État de 1851, il retourne à la médecine, tout en participant à l'opposition à l'Empire. Il est battu aux élections législatives de 1869, où il est candidat d'opposition. Il est également battu aux élections législatives de 1871, mais est élu en 1876, où il soutient la minorité républicaine contre les gouvernements de MacMahon. Il est l'un des « 363 » en mai 1877. Il est réélu en octobre 1877, 1881 et 1885.
En août 1889, il est élu sénateur du Tarn et préside, à partir de 1896, le groupe de la Gauche républicaine. Il ne se représentera pas en 1901.
Il écrit des dialogues en occitan qu'il publie dans des journaux ou dans des brochures. Ces écrits n'ont aucune visée de défense linguistique mais développent un discours politique . Il est poursuivi et condamné pour ses brochures Lo setze de mai et Las afichas de la comuna éditées en 1877.
Son fils Fernand Lavergne sera sénateur du Tarn de 1931 à 1940.

## Publications
Lo 24 de mai racontat als païsans, 40 p., Albi, 1873.
Los tres pretenduts, 7 p., Albi, 1874.
Als païsans: Los òmes de la resèrva. Cal un govèrnament, 33p. Albi, 1875.
Als païsans. Lo 16 de mai, 14 p., Albi, 1877.
Als païsans : Las afichas de la comuna, 12 p., Albi 1877.
Agriculture des terrains pauvres : manuel pratique, 2e édition, Albi 1882, impr. G.-M. Nouguiès, 301 p. lire en ligne sur Gallica
Les réformes promises : questions du jour, Paris, 1890, E. Dentu, 146 p.lire en ligne sur Gallica
L'évolution sociale, Paris, 1893, Fischbacher, 263 p. lire en ligne sur Gallica
Évolution de l'Église, Paris, 1891, imp. de A. Davy, 20 p. lire en ligne sur Gallica
 Les deux présidences de Jules Grévy 1879-1887. Mémoires de Bernard Lavergne, Paris, 1966, Librairie Fischbacher, 531 p.

## Sources
1. ↑  Christian Laux, Albigès païs occitan, Albi/Béziers, IEO/CIDO, 1980, p. 150

- « Bernard Lavergne (homme politique) », dans Adolphe Robert et Gaston Cougny, Dictionnaire des parlementaires français, Edgar Bourloton, 1889-1891 [détail de l’édition]
- « Bernard Lavergne (homme politique) », dans le Dictionnaire des parlementaires français (1889-1940), sous la direction de Jean Jolly, PUF, 1960 [détail de l’édition]
- Christian Laux, « Bernard Lavergne (1815-1903) », Albigés païs occitan, IEO/CIDO, Albi/Béziers, 1980, p. 150.